# Mihály Korhut
Mihály Korhut (* 1. Dezember 1988 in Debrecen) ist ein ungarischer Fußballnationalspieler. Der Linksverteidiger spielt seit 2014 für die ungarische Nationalmannschaft. Er stand von 2008 bis 2016 bei seinem Heimatverein Debreceni Vasutas SC unter Vertrag, für den er seit seinem 17. Lebensjahr spielte und mit dem er dreimal Meister und Pokalsieger wurde. Korhut wechselte im August 2016 zu Hapoel Be’er Scheva. Er unterzeichnete einen Vertrag bis zum 30. Juni 2020, verließ den Verein aber im Januar 2019 um nach Griechenland zu Aris Saloniki zu wechseln. Seit August 2020 spielt er wieder in seiner Heimat beim Debreceni Vasutas SC.

## Karriere

### Verein
Korhut spielt seit seinem 17. Lebensjahr bei seinem Heimatverein Debreceni Vasutas SC, zunächst in Juniorenteams und der Reserve. In dieser Zeit wurde der Verein 2006, 2007 und 2009 ungarischer Meister und 2008 Pokalsieger. Seit der Saison 2009/10 spielt er in der ersten Mannschaft, kam aber in seiner ersten Erstligasaison nur zu zwei Einsätzen und konnte wenig zur erneuten Meisterschaft beitragen, spielte aber 26-mal für die Reservemannschaft in der zweiten Liga. Im Pokal, den Debrecen erneut gewann, kam er auch nur im Halbfinalrückspiel gegen Honved Budapest zum Einsatz. In der UEFA Champions League 2010/11, in der Debrecen in der dritten Qualifikationsrunde am FC Basel scheiterte, kam er noch nicht zum Einsatz. 2010/11 kam er nur am 1. Spieltag in der ersten Mannschaft zum Einsatz und wurde nach 14 Einsätzen in der zweiten Mannschaft an den Erstligakonkurrenten Kaposvári Rákóczi FC verliehen, mit dem er Siebter wurde. Debrecen schloss die Saison nur als Fünfter ab, der schlechtesten Platzierung seit 2002, als man Achter wurde. Auch im Pokal schied Debrecen bereits im Achtelfinale gegen den späteren Sieger Kecskeméti TE aus, der in der Liga nur Zwölfter wurde. Korhut scheiterte dagegen mit Kaposvári erst im Halbfinale am Videoton FC, der 2011 erstmals Meister wurde, aber das Pokalfinale verlor. In der Saison 2011/12, zu der er wieder zu seinem alten Verein zurückgekehrt war, fehlte er nur in einem Spiel und die Debrecener konnten erneut Meister werden. Zudem gewann Debrecen trotz Unterzahl das Pokalfinale gegen MTK im Elfmeterschießen. Als Meister war der Verein für die 2. Qualifikationsrunde zur UEFA Champions League 2012/13 qualifiziert, die gegen den albanischen Meister KF Skënderbeu Korça überstanden wurde. In der dritten Runde war dann aber der belarussische Meister BATE Baryssau stärker. Korhut machte nur durch drei Gelbe Karten in den vier Spielen auf sich aufmerksam.
In der Saison 2012/13 wurde Debrecen nur Sechster, neuer Meister wurde zum ersten Mal nach 30 Jahren wieder Győri ETO FC. Debrecen konnte gegen Győri aber den Pokal verteidigen und war damit für die 2. Qualifikationsrunde der UEFA Europa League 2013/14 qualifiziert. In dieser scheiterten sie aber am norwegischen Vizemeister Strømsgodset IF. In der Meisterschaftssaison 2013/14 fehlte er nur in zwei Ligaspielen aufgrund einer Roten Karte, Debrecen konnte den Ausrutscher des Vorjahres aber wettmachen und wieder Meister werden. Im Pokal scheiterte die Mannschaft aber im Halbfinale aufgrund der Auswärtstorregel am Diósgyőri VTK. In der 2. Qualifikationsrunde zur UEFA Champions League 2014/15 konnte man den nordirischen Meister Cliftonville FC ausschalten, scheiterte in der 3. Runde dann aber wie zwei Jahre zuvor an BATE Baryssau. Auch in der Liga lief es 2014/15 nicht so gut, als Vierter wurde aber immerhin noch die 1. Qualifikationsrunde zur UEFA Europa League 2015/16 erreicht. Im Pokal scheiterte man dagegen bereits im Achtelfinale am Pécsi Mecsek FC, der später wegen Lizenzproblemen aus der ersten Liga abstieg. Korhut kam dabei aber nicht zum Einsatz.
Die 1. Qualifikationsrunde der UEFA Europa League 2015/16 wurde gegen den montenegrinischen Vizemeister FK Sutjeska Nikšić überstanden. In der zweiten Runde wurde dann der lettische Vizemeister Skonto Riga ausgeschaltet, wobei im Rückspiel mit 9:2 der höchste Sieg in der Debrecener Europageschichte gelang. In der dritten Runde wurden dann beide Spiele gegen den norwegischen Vizemeister Rosenborg Trondheim verloren. In der Liga konnte der Ausrutscher des Vorjahres aber nur bedingt wettgemacht werden, denn es gelang nur eine Verbesserung um einen Platz und im Pokal scheiterte die Mannschaft im Halbfinale am neuen Meister Ferencváros Budapest.
Zur Saison 2016/17 wechselte er zu Hapoel Be’er Scheva. Der Verein war gerade nach 40 Jahren zum dritten Mal israelischer Meister geworden und in der UEFA Champions League 2016/17 bis in die Playoffs für die Gruppenphase vorgestoßen, dort aber an Celtic Glasgow gescheitert, da nach einer 2:5-Auswärtsniederlage das 2:0 im Heimspiel um ein Tor zu niedrig ausfiel. Die Mannschaft startete daraufhin in der UEFA Europa League 2016/17, in der Korhut erstmals international für Hapoel zum Einsatz kam. Die Gruppenphase wurde als Zweiter überstanden, wobei die beiden einzigen Siege gegen Inter Mailand gelangen. Im Sechzehntelfinale wurde gegen Beşiktaş Istanbul dann zweimal verloren, so dass die Mannschaft ausschied. In der Liga konnte der Titel hingegen verteidigt werden. Auch in der UEFA Champions League 2017/18 kam das Aus in den Playoffs für die Gruppenphase, diesmal nach einem 2:1-Heimsieg und einer 0:1-Auswärtsniederlage gegen NK Maribor aufgrund der Auswärtstorregel. 2017/18 konnte der Meistertitel wieder verteidigt werden. Im Januar 2019 verließ er Israel um in Griechenland für Aris Saloniki zu spielen. Als Fünfter war Aris für die 2. Qualifikationsrunde der UEFA Europa League 2019/20 qualifiziert. Hier konnte AEL Limassol nach einem torlosen Heimspiel durch einen 1:0-Auswärtssieg ausgeschaltet werden. in der 3. Qualifikationsrunde kam dann das Aus: Nach einer 0:3-Auswärtsniederlage stand es nach 90 Minuten im Heimspiel 3:0, in der Nachspielzeit der ersten Verlängerungshalbzeit gelang den Norwegern dann das Tor zum 1:3 und damit das Weiterkommen. Korhut stand da schon nicht mehr auf dem Platz, da er in der 104. Minute ausgewechselt worden war.

### Nationalmannschaft
Korhut wurde erstmals im März 2014 zu einem Länderspiel der ungarischen Fußballnationalmannschaft eingeladen, saß aber zunächst nur auf der Bank. Erst zwei Monate später kam er am 22. Mai im Freundschaftsspiel gegen Dänemark zu seinem ersten Länderspiel, wobei er in der Startelf stand aber nach 62 Minuten für János Szabó ausgewechselt wurde, der ebenfalls sein erstes Länderspiel bestritt und für den das Spiel das bisher einzige Länderspiel blieb.
Er kam dann auch bei den beiden nächsten Freundschaftsspielen gegen Albanien und Kasachstan zum Einsatz, wobei er gegen die Kasachen erstmals durchspielte. Nach zwei Spielen in der Qualifikation für die EM 2016, bei denen er nur auf der Bank saß, kam er gegen die Färoer am 14. Oktober 2014 zu seinem ersten Pflichtspieleinsatz und durfte wieder über 90 Minuten mitspielen. Danach dauerte es aber bis März 2016, bis er, nachdem sich die Ungarn im November des Vorjahres erstmals seit 1972 wieder für eine EM-Endrunde qualifiziert hatten, wieder zur A-Nationalmannschaft eingeladen wurde und auch zum Einsatz kam.
Am 9. Mai 2017 wurde er in den vorläufigen EM-Kader berufen und auch am 31. Mai für den endgültigen Kader berücksichtigt. Seinen einzigen Einsatz hatte er im letzten Gruppenspiel beim 3:3 gegen den späteren  Europameister Portugal, als einige Spieler der Stammelf für das Achtelfinale geschont wurden, in dem Ungarn ausschied.
In den auf die EM folgenden Qualifikationsspielen für die WM 2018 kam er fünfmal in den ersten acht Spielen zum Einsatz. Da die Ungarn bereits nach diesen acht absolvierten Spielen keine Chance mehr hatten sich für die WM zu qualifizieren, war eine WM-Teilnahme für ihn bisher nicht möglich.
In der UEFA Nations League 2018/19 hatte er zwei Einsätze bei den 2:0-Heimsiegen gegen Estland und Finnland. In der Qualifikation für die Fußball-Europameisterschaft 2020 wurde er in fünf der acht Gruppenspiele eingesetzt und erzielte am 13. Oktober 2019 sein erstes Länderspieltor zum 1:0-Sieg gegen Aserbaidschan. Am Ende reichte es nur zu Platz 4. Da sich die Finnen aber direkt für die EM qualifizieren konnten, haben die Ungarn als Zweite ihrer Nations-League-Gruppe noch die Chance sich über die Playoffs im März 2020 zu qualifizieren.

## Erfolge
- Mit Debreceni Vasutas SC:
  - Ungarischer Meister 2009/10, 2011/12, 2013/14
  - Ungarischer Pokalsieger 2010 (ohne Finaleinsatz), 2012, 2013
  - Ungarischer Superpokalsieger 2009/10
- Mit Hapoel Be’er Scheva:
  - Israelischer Meister 2016/17 und 2017/18
  - Israelischer Supercup-Sieger 2017
  - Israelischer Liga-Pokalsieger 2016/17